# NGC 6265
NGC 6265 é uma galáxia lenticular (S0) localizada na direcção da constelação de Hercules. Possui uma declinação de +27° 50' 41" e uma ascensão recta de 16 horas, 57 minutos e 29,0 segundos.
A galáxia NGC 6265 foi descoberta em 28 de Junho de 1864 por Albert Marth.